# 흩어지기
흩어지기(dissipation, 소모, 소산) 또는 소실 또는 산일(散逸)은 비균질한 열역학적 계에서 일어나는 비가역적 과정의 결과이다. 산일 과정은 어떤 에너지가 어떤 처음 상태에서 어떤 나중 상태로 변하는 것으로, 나중 상태의 역학적 일 능력은 처음 상태보다 적다. 예컨대 열전달은 뜨거운 체에서 차가운 체로 내부 에너지가 이동하는 것이기 때문에 산일 과정이다. 열역학 제2법칙에 따라 엔트로피는 온도에 따라 달라질 수 있지만 고립계 전체의 엔트로피는 절대 감소하지 않는다. 산일 과정은 엔트로피를 증가시키는 과정이다.

## 같이 보기
- 최대 엔트로피 원리